# Walbach
Walbach là một xã trong tỉnh Haut-Rhin, vùng Grand Est ở đông bắc Pháp. Xã này có diện tích 5,45 km², dân số năm 1999 là 935 người. Khu vực này có độ cao 320 mét trên mực nước biển.